# Pycreus pauper
Pycreus pauper là loài thực vật có hoa trong họ Cói. Loài này được (Hochst. ex A.Rich.) C.B.Clarke miêu tả khoa học đầu tiên năm 1894.